# Champagney, Doubs
Champagney là một xã của tỉnh Doubs, thuộc vùng Franche-Comté, miền đông nước Pháp.

## Dân số
Điều tra dân số năm 1999, xã này có dân số là 245.
Ước lượng năm 2006 là 258.